# Zimbo Trio
El Zimbo Trio es un grupo instrumental brasileño de bossa nova, creado en 1964 en São Paulo, y que originalmente incluía a Amilton Godoy (piano), Luis Chaves (contrabajo) y Rubinho Barsotti (batería). Fue uno de los más influyentes grupos brasileños de la segunda mitad del siglo XX.

## Historial
Su presentación se produjo en el “Boate Oásis”, el 17 de marzo de 1964, con la participación de la cantante Norma Bengell. Una de las canciones que tocaron, fue "Consolação", de Baden Powell y Vinicius de Moraes. En 1965 el Zimbo Trio se convirtió en la banda fija del programa “O Fino da Bossa” (TV Record), presentado por Elis Regina y Jair Rodrigues. En 1968 el Zimbo Trio ofreció un concierto antológico en el Teatro João Caetano.
En 2007 falleció el bajista Luiz Chaves, uno de los fundadores del Zimbo Trio. Itamar Collaço (bajo eléctrico) se hizo cargo de su puesto, aunque en 2010 fue reemplazado por Mario Andreotti.
Actualmente, el Zimbo Trio está integrado por Amilton Godoy (piano), Mario Andreotti (bajo) y Percio Sapia (batería), quien había sido alumno de Rubens Barsotti. El repertorio se compone de composiciones de Amilton.
A lo largo de sus 45 años de historia, han editado 51 álbumes.

## Discografía[1]
- Zimbo Trio (1965) RGE LP
- O fino do Fino – Elis Regina y Zimbo Trio (1965) Philips LP, CD
- Zimbo Trio-vol. II (1966) RGE LP
- Zimbo Trio-vol. III (1967) LP
- É tempo de samba - Zimbo Trio + cuerdas (1968) LP
- Live in João Caetano Theater-vol. I – Elizeth Cardoso, Zimbo Trio, Jacob do Bandolim y Época de Ouro (1968) Museum of Image and Sound LP, CD
- Live in João Caetano Theater-vol. II - Elizeth Cardoso, Zimbo Trio, Jacob do Bandolim y Época de Ouro (1968) Museum of Image and Sound LP, CD
- Zimbo Trio + Strings-vol. II (1969) LP
- Decisão-Zimbo Trio + Metales (1969) RGE LP
- Elizeth & Zimbo Trio - Balançam na Sucata (1969) Copacabana LP, CD
- É de manhã. Elizeth Cardoso & Zimbo Trio (1970) Copacabana LP
- Strings and brass plays the hits (1971) Phonogram LP
- Opus pop - Zimbo Trio & orchestra - Clásicos con bossa (1972) Phonogram LP
- Opus pop n.º 2 (1973) Phonogram LP
- FM Stereo (1974) Phonogram LP
- Zimbo (1976) RGE LP
- Zimbo (1978) CLAM/Continental LP
- Zimbo invites Sonny Stitt (1979) Clam/Continental LP
- Zimbo invites Sebastião Tapajós (1982) Clam LP
- Zimbo invites (1982) Clam LP
- Changing Jeca's sadness into kids (1983) Clam/Continental LP
- Zimbo Trio interprets Milton Nascimento (1986) Clam/Continental LP
- Zimbo Trio and Tom – Vol. I (1988) Clam LP
- Zimbo Trio and the children (1989) Clam LP
- Clã do Clam (1992) CD
- Instrumental in CCBB – Canhoto da Paraíba & Zimbo Trio (1993) Tom Brasil CD
- Aquarela do Brasil (1993) Movieplay CD
- Between Friends (Entre amigos) - Claudya & Zimbo Trio (1994) Movieplay CD
- Elizeth Cardoso, Jacob do Bandolim, Zimbo Trio & Época de Ouro - Live in João Caetano Theater - Feb. 19 '68 (1994) Tartaruga (Japan) CD
- Caminhos cruzados (Crossroads) - Zimbo Trio interpreta a Antonio Carlos Jobim (1995) Movieplay CD
- Brasil musical - Música Viva series - Zimbo Trio & Maurício Einhorn (1996) Tom Brasil CD
- Zimbo Trio (1997) RGE CD
- 35 Years (1999) Movieplay CD
- This century's Brazilian music by its authors & performers - Zimbo Trio (2001) Sesc-SP CD